# 迪恩·鮑迪奇
迪恩·鮑迪奇（英語：Dean Bowditch；1986年6月15日—）是一位英格蘭足球運動員。在場上的位置是中場。他現在效力於英格蘭足球冠軍聯賽球隊米爾頓凱恩斯足球俱樂部。

## 外部連結
- 足球数据库：迪恩·鮑迪奇的球员统计数据